# Campylaspis valleculata
Campylaspis valleculata är en kräftdjursart som beskrevs av Jones 1974. Campylaspis valleculata ingår i släktet Campylaspis och familjen Nannastacidae.
Artens utbredningsområde är Bermuda. Inga underarter finns listade i Catalogue of Life.